# Phytoliriomyza aratriformis
Phytoliriomyza aratriformis (лат.) — вид мелких минирующих мух рода Phytoliriomyza из подсемейства Phytomyzinae (Agromyzidae, Diptera). Находки зарегистрированы из Японии (Honshu, Shikoku, Tsushima Island).

## Описание
Среднего размера жёлтый вид (длина крыла 1,9—2,3 мм) с блестящим коричневым скутумом с неясным овальным жёлтым рисунком, простирающимся от середины заднего края до скутума, жёлтым 1-м члеником жгутика, жёлтым максиллярным щупиком, жёлтыми жужжальцами и жёлтыми ногами. Эпандрий самца внутри-латерально с длинным гипертрофированным, вентрально изогнутым выступом, который апикально несёт тёмный, апикально раздвоенную бугорковидную щетинку. Личинка минирует таллом печёночного мха Reboulia hemisphaerica orientalis (Aytoniaceae). Места обитания этого вида — скалистые утёсы в вечнозеленых лесах теплой умеренной зоны. Это редкий вид, в некоторых местах симпатричный с P. argentifasciata и P. falcata. Взрослые особи выходят из перезимовавших куколок весной. Вид был впервые описан в 2022 году японским энтомологом Макато Като (Киотский университет, Киото, Япония). Название таксона (aratriformis = плугообразный) связано с плугообразным бугорком на эпандрии самца.